# Neobracea acunaiana
Neobracea acunaiana är en oleanderväxtart som beskrevs av Lippold. Neobracea acunaiana ingår i släktet Neobracea och familjen oleanderväxter. Inga underarter finns listade i Catalogue of Life.